# BBÖ ET 30
Die Reihe BBÖ ET 30 war ein elektrisch angetriebener Gepäcktriebwagen der BBÖ.

## Geschichte
Bedingt durch die Weltwirtschaftskrise der 1930er-Jahre ging der Personenverkehr in Österreich so fühlbar zurück, so dass die BBÖ an möglichst effizienten Durchführung interessiert waren. Sie bestellten für diesen Zweck zwei elektrische Gepäcktriebwagen, die einmännige Bedienung gestatten sollten. Der mechanische Teil wurde durch die Lokomotivfabrik Floridsdorf gebaut, den elektrischen Teil lieferte das Konsortium BES bestehend aus Brown-Boveri, ELIN und den ÖSSW. Durch Verwendung baugleicher elektrischer Komponenten der Reihen 1170 und 1170.2 konnten die Kosten gering gehalten werden. Erwähnenswert ist, dass erstmals in Österreich Rahmen und Drehgestelle vollständig geschweißt ausgeführt wurden.
Beide Fahrzeuge wurden im Jahr 1936 geliefert und in Bludenz stationiert. Sie bewährten sich ohne irgendwelche Probleme von Anfang an, das Personal schätzte die bequeme Bedienung und die Laufruhe der Triebwagen. Aus wirtschaftlichen Gründen unterblieb allerdings ein Weiterbau dieser Reihe.
1938 ordnete die Deutsche Reichsbahn sie als ET 94 ein und setzte sie auf der Pressburgerbahn ein. Nach dem Zweiten Weltkrieg kehrten sie als ÖBB 4060 nach Bludenz zurück.

### Weiteres Schicksal
4060.01 wurde 1966 bei einem Unfall so schwer beschädigt, dass er ausgemustert werden musste. 4060.02 verkehrte bis 1971 wieder auf der ehemaligen Pressburger Bahn von Wien-Landstraße bis Wolfsthal.
4060.02 wurde 1971 an die Montafonerbahn verkauft, welche ihn – in ihrer typischen rot-gelben Lackierung – als ET 10.106 einreihte. Dort bekam er im Laufe der Zeit auch eine Vielfachsteuerung, es wurden extra zwei ehemalige Schweizer Dieseltriebwagen angeschafft und diese als Steuerwagen mit den Nummern ES 10.203 und ES 10.204 adaptiert. Anfangs diente der Triebwagen primär im Güterverkehr, nach dem Ankauf der ÖBB 1045 übernahmen diese den Güterverkehr. Bis Mai 1990 wurde der Triebwagen planmäßig auf der Montafonerbahn eingesetzt. Von Februar bis Ende März 1991 fuhr er noch am Wochenende den „Vorarlberger Skizug“ von Lochau-Hörbranz bis Schruns. 1994 wurde schließlich der ET 10.106 mit den beiden Steuerwagen, diese wurden bis 2006 verschrottet, an das Eisenbahnmuseum Strasshof verkauft.

## Technik
Die elektrische Ausrüstung entsprach weitgehend den Reihen 1170 und 1170.2 bzw. ET 11 und unterschied sich von diesen nur in Details. Erstmalig kam beim ET 30 ein Expansionsschalter Bauart ÖSSW anstelle des bisher verwendeten Ölhauptschalters zum Einsatz. Die gesamte Hochspannungsausrüstung war in einer eigens dafür vorgesehenen Kammer mittig im Gepäckraum untergebracht.
Der Haupttransformator besaß eine Dauerleistung von 720 kVA und verfügte über Fahrstufenanzapfungen von 62 bis 432 Volt, eine 212 V-Anzapfung für Hilfsbetriebe sowie eine 1000 V (maximal 200 kW) starke für die Heizung. Die Steuerung erfolgte über eine elektropneumatische Gleichstrom-Schützensteuerung mit 15 Fahrstufen. Die dem ET 11 entsprechenden Fahrmotore sowie der Transformator erhielten eine Fremdbelüftung.